# Эллис, Хэвлок
Ге́нри Хэ́влок Э́ллис (англ. Henry Havelock Ellis; 2 февраля 1859, Кройдон — 8 июля 1939, Хинтлешам) — английский врач, стоявший у истоков сексологии как научной дисциплины. Его magnum opus — 7-томная энциклопедия «Исследования по психологии пола» (Studies in the Psychology of Sex) — печаталась с 1897 по 1928 гг.

## Биография
Отцом Эллиса был капитан дальнего плавания. В молодости будущий учёный работал учителем в Австралии. С 1881 г. стажировался в лондонской больнице св. Фомы. В 1891 г. вступил в брак с суфражисткой Эдит Лис, которая не скрывала свои лесбийские наклонности. В своих мемуарах Эллис признал, что их брак был в значительной степени фиктивным и что до 60 лет он страдал от полового бессилия.

## Исследования
В 1897 г. опубликовал первое на английском языке медицинское пособие по вопросам гомосексуальности, написанное ранее в содружестве с Дж. Э. Саймондсом (тот уже умер в 1893 г.).
Первый том «Исследований по психологии пола», будучи опубликован в Великобритании, эпатировал викторианскую публику и стал предметом резонансного судебного процесса. Судья во время заседания постановил, что предполагаемая научная ценность книги — «лишь предлог, измышленный с целью сбыта непристойностей». Последующие тома Эллис печатал в США. В этой работе детально рассмотрены такие аспекты сексуального поведения человека, как влечение к лицам своего пола, мастурбация и сексуальные девиации.
Эллис считал сексуальную активность естественным и здоровым проявлением человеческой природы. Он полагал своей задачей снос всех тех наслоений невежества и предрассудков, которые накопились к началу XX века вокруг «половых тайн». При общем скептическом отношении к психоанализу как феномену скорее эстетическому, чем медицинскому, поддерживал отношения с З. Фрейдом как «одним из величайших мастеров мысли».
Эллис одним из первых (до Фрейда) исследовал аутоэротизм и нарциссизм. Возглавлял Институт Гальтона — крупнейшее объединение адептов евгеники. В качестве президента Всемирной лиги сексуальных реформ (с 1928) высказывал радикальные для своего времени идеи, предвещавшие концепцию сексуальной революции. В частности, высказывался за равноправие полов и за планомерное половое воспитание молодёжи. Он преклонялся перед Дж. Б. Шоу, вступил в Фабианское общество и участвовал в проекте популяризации английской драматургии XVII века.

### Эллис о гомосексуальности
В 1896 году в Германии была опубликована книга, написанная за несколько лет до этого в соавторстве с Джоном Симондсом — «Сексуальная инверсия» (Sexual Inversion). Год спустя она была опубликована также и в Англии, однако там подверглась судебному преследованию как «похотливая, вредная, порочная, грязная, скандальная и непристойная». Это было время, когда Оскар Уайльд совсем недавно отбывал уголовное наказание за гомосексуальность. Книга содержала научный обзор всех известных в то время фактов относительно гомосексуальных отношений среди животных, у «примитивных» (нецивилизованных) народов, в античности и в современной Эллису эпохе. Сам Эллис так охарактеризовал изложение жизни его гомосексуальных современников:

Эти истории были получены частным образом; их герои не являются обитателями тюрем и сумасшедших домов, в большинстве случаев они никогда не консультировались с врачом относительно своих… инстинктов. Они ведут жизнь обычных, а иногда и уважаемых членов общества.
Оригинальный текст (англ.)The next case belongs to a totally different class from all the preceding histories. These—all British or American—were obtained privately; they are not the inmates of prisons or of asylums, and in most cases they have never consulted a physician concerning their abnormal instincts. They pass through life as ordinary, sometimes as honored, members of society.

Радикализм этого изложения состоял в том, что гомосексуалы изображались нормальными людьми, отличавшимися от других преимущественно только своими сексуальными предпочтениями. Эллис отверг представление о гомосексуальности как «дегенеративном заболевании», безнравственности и преступлении. Он рассматривал гомосексуальность как некоторое врождённое свойство, которое актуализируется жизненным опытом. Эллис скептично относился к возможности лечения гомосексуальности. Браки «излечившихся» гомосексуалов («инвертированных») он считал бесперспективными, утверждая, что:

Кажущееся изменение оказывается неглубоким, положение инвертированного становится еще несчастнее, чем первоначальное, как для него самого, так и для его жены.
Оригинальный текст (англ.)The apparent change does not turn out to be deep, and the invert's position is more unfortunate than his original position, both for himself and for his wife.

Вместе с этим признание гомосексуальных союзов в качестве альтернативы брака было слишком революционно для него, и он видел идеальным вариантом для гомосексуала соблюдение воздержания:

Именно идеал целомудрия, а не нормальной сексуальности, должен стоять перед глазами инвертированного от рождения. В нем, может быть, и нет задатков качеств обычного человека, но, возможно, он скрывает в себе задатки святого.
Оригинальный текст (англ.)As both Raffalovich and Féré have insisted, it is the ideal of chastity, rather than of normal sexuality, which the congenital invert should hold before his eyes. He may not have in him the making of l'homme moyen sensuel; he may have in him the making of a saint.

Много данных о гомосексуальности содержится и в других сочинениях Эллиса, особенно в семитомных «Исследованиях по психологии пола». В конце жизни Эллис стал пользоваться большим влиянием в Англии и Соединенных Штатах. Его книги позволили обсуждать проявления сексуальности, прервав табу викторианской эпохи.